# Бедриковский сельский совет
Бедриковский сельский совет (укр. Бедриківська сільська рада) — входит в состав
Залещицкого района
Тернопольской области
Украины.
Административный центр сельского совета находится в 
с. Бедриковцы.

## История
- 1438 — дата образования.

## Населённые пункты совета
- с. Бедриковцы